# Pelle van Amersfoort
Pelle van Amersfoort (ur. 1 kwietnia 1996 w Heemskerk) – holenderski piłkarz grający na pozycji pomocnika w Al Shahaniya SC. Uczestnik Mistrzostw Europy U-19 w 2015 roku.

## Kariera piłkarska
Stan na 3 maja 2024
| Sezon   | Klub           | Kraj     | Rozgrywki   | Mecze | Gole |
| ------- | -------------- | -------- | ----------- | ----- | ---- |
| 2014/15 | sc Heerenveen  | Holandia | Eredivisie  | 10    | 0    |
| 2015/16 | Almere City FC | Holandia | Eredivisie  | 31    | 8    |
| 2016/17 | sc Heerenveen  | Holandia | Eredivisie  | 31    | 2    |
| 2017/18 | sc Heerenveen  | Holandia | Eredivisie  | 21    | 3    |
| 2018/19 | sc Heerenveen  | Holandia | Eredivisie  | 28    | 4    |
| 2019/20 | Cracovia       | Polska   | Ekstraklasa | 34    | 8    |
| 2020/21 | Cracovia       | Polska   | Ekstraklasa | 28    | 6    |
| 2021/22 | Cracovia       | Polska   | Ekstraklasa | 16    | 8    |
| 2022/23 | Sc Heerenveen  | Holandia | Eredivisie  | 21    | 3    |
| 2023/24 | Sc Heerenveen  | Holandia | Eredivisie  | 28    | 10   |

## Sukcesy

### Cracovia
- Puchar Polski: 2019/2020
- Superpuchar Polski: 2020